# Grijze koningstiran
De grijze koningstiran (Tyrannus dominicensis) is een zangvogel uit de familie Tyrannidae (Tirannen).

## Verspreiding en leefgebied
Deze soort broedt in de zuidoostelijke Verenigde Staten en West-Indië en overwintert van Panama tot Guyana. Er zij twee ondersoorten:
- T. d. dominicensis: van de zuidoostelijk Verenigde Staten tot Colombia en Venezuela.
- T. d. vorax: de Kleine Antillen.

## Status
De grootte van de populatie is in 2019 geschat op 670.000 volwassen vogels. Op de Rode lijst van de IUCN heeft deze soort de status niet bedreigd.